# René Girard
René Théophile Noël Girard (Avinyó, 25 de desembre de 1923 - Stanford, 4 de novembre de 2015) fou un historiador, crític literari i filòsof de ciències socials francès. La seva obra pertany a la tradició de l'antropologia filosòfica. Fou autor de diversos llibres, en els quals va desenvolupar les idees de:
1. El desig mimètic: tots els nostres desitjos provenen d'altres persones;
2. La rivalitat mimètica: tot conflicte té l'origen en el desig mimètic;
3. El boc expiatori: aquest és l'origen dels sacrificis i la fundació dels drets humans. La religió era necessària en l'evolució humana per controlar la violència que pot venir de la rivalitat mimètica;
4. La Bíblia posa de manifest les tres idees anteriors i denuncia el mecanisme del boc expiatori.

Els escrits de René Girard cobreixen moltes àrees. Encara que la recepció del seu treball és diferent en cadascuna d'aquestes àrees, hi ha un creixent cos de literatura secundària que utilitza les seves hipòtesis i idees en les àrees de la crítica literària, teoria crítica, antropologia, teologia, psicologia, mitologia, sociologia, economia, els estudis culturals i filosofia.

## Biografia
René Théophile Noël Girard va néixer a Avinyó el 25 desembre 1923. Entre 1943 i 1947, va estudiar història medieval a l'École des Chartes, París. El tema de la seva tesi va ser "La vida privada a Avinyó en la segona meitat del segle XV" (La vie privée à Avignon dans la seconde moitié du XVe siècle).
El 1947, Girard va anar a la Universitat d'Indiana amb una beca d'un any, però finalment va desenvolupar la major part de la seva carrera als Estats Units. El tema de la seva tesi doctoral a la Universitat d'Indiana va ser "Opinió americana de França, 1940-1943". Tot i que la seva investigació era en el camp de la història, també desenvolupa tasques docents ensenyant literatura francesa, camp en el qual la seva reputació com a crític literari va créixer amb la publicació d'influents assaigs sobre autors com Albert Camus i Marcel Proust. Va obtenir el seu doctorat l'any 1950 i va romandre a la Universitat d'Indiana fins al 1953.
Va ocupar posicions docents a la Universitat Duke i al Bryn Mawr College 1953-1957, després de la qual cosa es va traslladar a la Universitat Johns Hopkins de Baltimore, on fou professor a temps complet l'any 1961. Aquest mateix any també va publicar el seu primer llibre: Mensonge romantique et vérité romanesque.
Durant uns quants anys, va treballar a cavall entre la Universitat Estatal de Nova York a Buffalo i la Universitat Johns Hopkins. Els dos llibres més importants publicats durant aquest període són La violència i el sagrat, 1972) i Des choses cachées depuis la fondation du monde (1978).
El 1981 va esdevenir el professor Andrew B. Hammond de Llengua Francesa, Literatura i Civilització a la Universitat Stanford, on va romandre fins a la seva jubilació el 1995. Durant aquest període, va publicar Le Bouc émissaire (1982), La Route antique des hommes pervers (1985), Shakespeare: les feux de l'envie (1991) i Quand ces choses commenceront… (1994). El 1990, un grup d'estudiosos va fundar el Col·loqui sobre la violència i la religió (abreujat en COV&R) amb l'objectiu d'"explorar, criticar i desenvolupar el model mimètic de la relació entre violència i religió en la gènesi i manteniment de la cultura". Aquesta organització també organitza una conferència anual dedicada a temes relacionats amb la teoria mimètica, boc expiatori, la violència i la religió. René Girard és President d'Honor de COV&R i Cofundador. El primer president de la COV&R va ser el teòleg catòlic romà Raymund Schwager.
El 1985, va rebre el seu primer doctorat honoris causa per la Universitat Vrije d'Amsterdam als Països Baixos, obtenint més títols honoraris més tard. El 17 de març de 2005, René Girard, va ser elegit membre de l'Acadèmia Francesa. L'any 2006 rebé el premi Dr.-Leopold-Lucas-Preis. El 2008 rebé un doctorat honoris causa per la Universitat de St Andrews al Regne Unit i el premi a la trajectòria vital per part de l'associació Modern Language Association (MLA).
El seu treball ha inspirat els projectes de recerca interdisciplinaris i la recerca experimental com el projecte de la teoria mimètica patrocinat per la Fundació John Templeton.

## Pensament
La primera hipòtesi del pensament de Girard sobre el desig mimètic és que el desig tria els seus objectes gràcies a la mediació d'un model.
Posteriorment desenvolupa una segona hipòtesi més antropològica i englobadora que es remunta fins i tot a les societats primitives en afirmar que, quan les comunitats antigues entraven en crisi, es tornaven violentes, expulsant (eliminant) així el suposat causant del desordre (el que s'anomena catarsi). No obstant això, sovint el culpable era acusat injustament, és a dir, era un boc expiatori. Girard arriba a la comprensió de la gènesi de l'humà a través de la crisi resolta pel mecanisme de la víctima propiciatòria. Tant el record de la violència generada, com la fi d'aquesta, quedarien conservats encara en forma de ritus, de mites i de prohibicions. En estadis posteriors, aquests nínxols de les cultures es desplacen a noves construccions culturals que intenten amagar els seus orígens violents, mitjançant el que Girard explica com meconnaissance. D'altra banda, aquesta expulsió que van exercir les comunitats primitives, se seguiria efectuant al llarg de la història, fins i tot en l'actualitat, però amb matisos i formes diferents.

### Desig mimètic
Després de gairebé una dècada d'ensenyar literatura francesa als Estats Units, Girard va començar a desenvolupar una nova forma de parlar dels textos literaris. Més enllà de la "singularitat" de les obres individuals, va tractar de descobrir les seves propietats estructurals comunes després de notar que els personatges de ficció evolucionen en un sistema de relacions comunes a la generalitat més àmplia de les novel·les. Però hi ha una distinció a fer:
 Només els grans escriptors reïxen en la pintura d'aquests mecanismes sense forçar-la en favor del llur Jo: tenim aquí un sistema de relacions que, paradoxalment, o més aviat no gens paradoxalment, varia tant menys com més grans són els escriptors. 
Així que, efectivament, hi ha "lleis psicològiques" com Marcel Proust les anomena. Aquestes lleis i aquest sistema són les conseqüències d'una realitat fonamental captades pels novel·listes, que Girard diu és el caràcter mimètic del desig. Aquest és el contingut del seu primer llibre,L'engany, el desig i la novel·la (1961). Hem pres els nostres desitjos dels altres. Lluny de ser autònom, el nostre desig d'un determinat objecte és sempre provocat pel desig d'una altra persona - el model - per aquest mateix objecte. Això vol dir que la relació entre el subjecte i l'objecte no és directa: sempre hi ha una relació triangular de subjecte, model, i l'objecte. A través de l'objecte, un és atret al model, a qui Girard diu el mediador: és de fet el model que es busca. La mediació és externa quan el mediador del desig està socialment més enllà de l'abast de la matèria o, per exemple, un personatge de ficció, com en el cas d'Amadís de Gaula i Don Quixot. L'heroi viu una mena de bogeria però no obstant això segueix sent optimista. La mediació és interna quan el mediador està en el mateix nivell del subjecte. El mediador llavors es transforma en un rival i un obstacle per a l'adquisició de l'objecte, el valor augmenta a mesura que la rivalitat creix. Aquest és l'univers de les novel·les de Stendhal, Gustave Flaubert, Marcel Proust i Fyodor Dostoevsky, que estan especialment estudiats en aquest llibre.
A través dels personatges de les novel·les, es mostra el nostre propi comportament. Tothom té la ferma il·lusió de l'autenticitat dels propis desitjos, els novel·listes usen tota classe de mentides, excuses, maniobres i esnobisme que són, en el fons, "resultats del desig", que impedeixen enfrontar els sentiments veritables subjacents: l'enveja i la gelosia. Aquests personatges, desitjant l'ésser del mediador, projecten sobre ell virtuts sobrehumanes mentre que al mateix temps es deprecien ells mateixos, convertint els mediadors en un déu i ells mateixos en esclaus, en la mesura que el mediador és un obstacle per a ells. Alguns, seguint aquesta lògica, busquen les discrepàncies dels signes de la proximitat de l'ideal al qual aspiren. És masoquisme, que pot convertir-se en sadisme.
En aquesta mimesi de desig, els objectes es trien gràcies a la mediació d'un model. D'altra banda, si un individu imita a un altre quan aquest últim s'apropia d'un objecte llavors ens trobem amb la mimesi d'apropiació de la qual pot sorgir la rivalitat o el conflicte, perquè l'objecte entra en disputa. En definitiva, l'objecte pot caure en l'oblit per part dels antagonistes, llavors es passa de la mimesi d'apropiació a la mimesi d'antagonista, ja que el desig mimètic de l'objecte es transforma en obsessió recíproca els rivals, i una vegada que augmenta el nombre de rivals, els antagonistes tendeixen a escollir l'antagonista de l'altre.
La mimesi d'apropiació i la mimesi d'antagonista no són exclusives de l'home, ja que també es troben presents en els animals. En ells s'ha observat que, quan se supera cert grau de rivalitat, els antagonistes abandonen l'objecte que pretenien apropiar-se, per entrar en una confrontació. En l'home aquest procés es converteix en una sèrie de revenges que es poden definir en termes mimètics o imitatius.
La mimesi ha estat considerada tradicionalment com una cosa enterament positiva, tal és el cas de la mimesi estètica i educacional. Aquesta visió mutilada de la imitació s'ha vist estesa a diversos camps com la filosofia, psicologia, sociologia i crítica literària. La mimesi de la qual tracta Girard, i que és tot just percebuda en Plató, posa èmfasi en una mimesi potencialment divisiva i provocadora de crisi, que es manifesta en la propagació de la rivalitat mimètica.
Si bé el desig mimètic és potencialment provocador de crisi, això no vol dir que en si mateix sigui dolent, tot i ser el responsable que sorgeixi la violència. Girard afirma que, si els nostres desitjos no fossin mimètics, es trobarien fixats permanentment en objectes predeterminats, en definitiva constituirien una mena d'instints, de manera que no podríem canviar de desig mai.

### La violència i el sagrat
La rivalitat mimètica, que es desenvolupa a partir de la lluita per la possessió d'objectes, és contagiosa, i condueix a l'amenaça de la violència. René Girard diu: "Si hi ha un ordre normal en les societats, ha de ser el fruit d'una crisi anterior". Quant al seu interès per l'àmbit antropològic, René Girard va començar a estudiar literatura antropològica i va proposar la seva segona gran hipòtesi: el procés de victimització, que està en l'origen de la religió arcaica i que estableix en el seu segon llibre La violència i el Sagrat (1972).
Si dues persones desitgen el mateix, aviat hi haurà un tercer i després un quart que també ho desitjaran. Aquest procés creix ràpidament com les boles de neu. Atès que des del principi el desig és despertat per l'altre individu (i no per l'objecte en si) l'objecte s'oblida aviat i el conflicte mimètic es transforma en un antagonisme general. En aquesta etapa de la crisi els antagonistes ja no es limiten a imitar els desitjos de l'altre per un objecte, sinó que creix l'antagonisme per l'altre en si mateix. Els individus compartien el desig per un mateix objecte, però en aquesta fase aquest desig s'ha transformat en una voluntat de destruir l'enemic. Per tant, per mimetisme hi ha un proximsme de violència que tendeix a centrar-se en una víctima arbitrària i que provoca una antipatia unànime. L'eliminació brutal de la víctima redueix el fervor violent i sobtadament abandona el grup deixant els individus, i el grup, apaivagats i tranquils. La víctima apareix davant del grup com l'origen de la crisi i com el responsable d'aquest miracle de pau renovada. Així la víctima es converteix en sagrada, és a dir, el portador del poder prodigiós de desactivar la crisi i de restablir la pau. René Girard creu que aquest mètode fou la gènesi de la religió arcaica, del sacrifici ritual com la repetició de l'esdeveniment original, del mite com un relat d'aquest esdeveniment, dels tabús que prohibeixen l'accés a tots els objectes en l'origen de les rivalitats que va degenerar en aquesta crisi absolutament traumàtica. Aquesta elaboració religiosa té lloc gradualment al llarg de la repetició de les crisis mimètiques, la resolució només porta una pau temporal. L'elaboració dels ritus i dels tabús que constitueix un tipus de coneixement empíric sobre la violència.
Encara que els exploradors i antropòlegs no han pogut presenciar esdeveniments similars a aquests, que es remunten als primers orígens de la humanitat, hi ha abundants proves indirectes, com ara la universalitat del sacrifici ritual i els innombrables mites que s'han recollit dels pobles més variats. Si la teoria de Girard és certa, els mites contenen informació sobre la culpabilitat de la víctima-déu, representacions de la selecció de la víctima, i el seu poder d'engendrar l'ordre que regeix el grup. I René Girard ha trobat aquests elements en nombrosos mites, començant pel d'Èdip, que s'analitzen en La violència i el Sagrat i en posteriors. Sobre aquesta qüestió s'oposa a les idees de Claude Lévi-Strauss.
El concepte del "mecanisme del boc expiatori" no va ser encunyat pel mateix Girard, sinó que havia estat utilitzat anteriorment per Kenneth Burke a la permanència i el canvi (1935) i  Gramàtica de motius (1940). No obstant això, Girard va prendre aquest concepte de Burke i el desenvolupa més àmpliament com una interpretació de la cultura humana.
En Des choses cachées depuis la fondation du monde (1978), Girard desenvolupa les implicacions d'aquest descobriment. El procés victimari és la baula perduda entre el món animal i el món humà, el principi que explica la humanització dels primats. Ens permet comprendre la necessitat de les víctimes sacrificades, el que al seu torn explica la caça que és primitivament ritual, i la domesticació dels animals com a conseqüència fortuïta de l'aclimatació d'una reserva de les víctimes, o l'agricultura. Això demostra que en el principi de tota cultura és la religió arcaica, cosa que Durkheim ja havia percebut. L'elaboració dels ritus i tabús per part de grups humans o protohumans seria adoptar formes infinitament variades obeint un sentit rigorosament pràctic: la prevenció del desenvolupament d'una crisi mimètica. Segons això, la religió arcaica és l'origen de totes les institucions polítiques o culturals.
Segons Girard, així com la teoria de la selecció natural de les espècies és el principi racional que explica la immensa diversitat de formes de vida, el procés de victimització és el principi racional que explica l'origen de la infinita diversitat de formes culturals. L'analogia amb Darwin també s'estén a la situació científica de la teoria, com cada un d'ells es presenta com una hipòtesi que no és capaç de ser provada experimentalment, donades les quantitats extremes de temps necessaris per a la producció dels fenòmens en qüestió, però que s'imposa pel seu gran poder explicatiu.

### Origen del llenguatge
Segons Girard, l'origen del llenguatge també està relacionat amb el boc expiatori. Després de la primera víctima, després de l'assassinat del boc expiatori, hi havia les primeres prohibicions i rituals, però això va succeir abans de la representació i del llenguatge, per tant, abans de la cultura. I això vol dir que "la gent" (potser no els éssers humans) "no començarà a lluitar de nou" René Girard diu:
 Si la interrupció mimètica es torna, el nostre instint ens durà a fer una altra vegada el que el sagrat ha fet per salvar-nos, que és matar el boc expiatori. Per tant, seria la força de substitució d'immolar una altra víctima en lloc de la primera. Però la relació d'aquest procés amb la representació no és una que es pot definir d'una manera clara. Aquest seria el procés que mou cap a la representació del sagrat, cap a la definició del ritual com a ritual i la prohibició com a prohibició. Però aquest procés ja s'iniciaria abans de la representació, com veus, ja que es produeix directament per la voluntat substitutoria del boc expiatori. 
Segons Girard, la substitució d'una víctima immolada per la primera, és "el primer signe simbòlic que van crear els homínids". Girard també diu que aquesta fou la primera vegada que una cosa representà una altra cosa, que se'ns presenta en representació d'un absent. Aquesta substitució és el principi de representació i el llenguatge, però també el començament de sacrifici i ritual. La gènesi del llenguatge i el ritual és molt lent i cal pensar que també hi ha tipus de rituals entre els animals: "És la recerca de bocs expiatoris originària que es perllonga en un procés que pot ser infinitament llarg, com hauria de dir, de ritualització instintiva, la prohibició instintiva, la separació instintiva dels antagonistes, que es troben ja en certa manera, en els animals, a la representació".
A diferència d'Eric Gans, Girard no creu que hi hagi una escena original en la qual hi ha "un canvi sobtat de la no representació a la representació", o un canvi sobtat de l'animalitat a la humanitat. Segons el sociòleg francès Camille Tarot, és difícil entendre com el procés de representació (simbolicitat, idioma ...) succeeix en la teoria d'en René Girard.
René Girard també diu:
 Una gran característica de l'home és el que ells [els autors de la teoria moderna de l'evolució] anomenen neotènia, el fet que el nadó humà neixi prematur, amb un crani obert, sense pèl i una total incapacitat per valer-se per si mateix. Per mantenir-lo viu, per tant, ha d'haver-hi alguna forma de protecció cultural, perquè en el món dels mamífers, aquests nens no podrien sobreviure, serien destruïts. Per tant, hi ha una raó per creure que en les últimes etapes de l'evolució humana, la cultura i la natura estan en constant interacció. Les primeres etapes d'aquesta interacció ha de passar abans que el llenguatge, però ha d'incloure les formes de sacrifici i la prohibició que creen un espai de la no-violència al voltant de la mare i els fills que permetin assolir etapes encara més altes de desenvolupament humà. Es pot postular que en necessiten moltes etapes com aquesta. Per tant, vostè pot tenir una transició entre l'etologia i l'antropologia que, crec, elimina tots postulats filosòfics. Les discontinuïtats mai van tenir una naturalesa tal que requerissin d'una il·luminació intel·lectual sobtada. 

### Escriptures judeocristianes

#### Text bíblic com una ciència de l'home
En Les coses amagades des de la creació del món, René Girard analitza el cristianisme i la Bíblia. Els Evangelis aparentment es presenten com un relat mític típic, amb un déu-víctima linxat per una multitud unànime, un esdeveniment que es commemora després pels cristians a través del sacrifici ritual - una representació en aquest cas- de l'Eucaristia. El paral·lel és perfecte, excepte per un detall: la veritat de la innocència de la víctima és proclamada pel text i l'escriptor. El relat mític generalment es basa en la mentida de la culpa de la víctima, ja que es tracta d'un relat de l'esdeveniment vist des del punt de vista dels linxadors anònims. Aquest fet és indispensable per a l'eficàcia de la violència sacrificial.
L'evangeli afirma amb claredat la innocència de la víctima, arribant a ser, en atacar la ignorància, el germen de la destrucció de l'ordre del sacrifici en què es basa l'equilibri de les societats. Ja l'Antic Testament mostra aquest gir de dins a fora dels relats mítics que fa a la innocència de les víctimes (Abel, Josep, Job, ...), i els hebreus eren conscients de la singularitat de la seva tradició religiosa. En els Evangelis, és amb tota claredat que es va donar a conèixer aquestes "coses amagades des de la creació del món", la base de l'ordre social en l'assassinat, descrit en tota la seva lletjor repulsiva en el compte de la Passió.
Aquesta revelació és encara més clara, perquè el text és una obra sobre el desig i la violència, la creació de la serp encén la voluntat d'Eva al paradís amb la força prodigiosa del mimetisme que provoca la negació de Sant Pere durant la Passió. Girard reinterpreta algunes expressions bíbliques a la llum de les seves teories, per exemple, veu "escàndol" (skandalon, literalment, una "trampa", o un impediment "col·locat en el camí i fa que un ensopega o caure ") com significant rivalitat mimètica, per exemple, la negació de Pere de Jesús Ningú s'escapa de la responsabilitat, ni l'envejós ni l'envejat: "Ai d'aquell home per qui l'escàndol ve".

#### Societat cristiana
La revelació evangèlica conté la veritat sobre la violència, disponible des de fa dos mil anys, René Girard ens diu. Ha posat fi a l'ordre sacrificial basat en la violència en la societat que ha reclamat el text de l'Evangeli com el seu text religiós? No, ell contesta, ja que perquè una veritat a tenir un impacte de trobar un oient receptiu, i la gent no canvia tan ràpidament. El text de l'evangeli en canvi, ha actuat com un ferment que provoca la descomposició de l'ordre de sacrifici. Mentre que l'Europa medieval va mostrar la cara d'una societat de sacrifici que encara sabia molt bé com menysprear i ignorar les seves víctimes, però, l'eficàcia de la violència sacrificial no ha deixat de disminuir, en la mesura que la ignorància retrocedí. Aquí René Girard considera que el principi de la unicitat i de les transformacions de la societat occidental, la destinació avui és un amb el de la societat humana en el seu conjunt.
El retir de l'ordre de sacrifici significa menys violència? No, en absolut, sinó que priva les societats modernes de la major part de la capacitat de la violència sacrificial per establir l'ordre temporal. La "innocència" de l'època de la ignorància ja no existeix. D'altra banda, el cristianisme, seguint l'exemple de judaisme, ha dessacralitzat el món, fent possible una relació utilitària amb la natura. Cada vegada més amenaçada pel ressorgiment de la crisi mimètica a gran escala, el món contemporani és, d'una banda més ràpidament atrapat per culpa seva, i d'altra banda s'ha desenvolupat una tècnica de gran poder de destrucció que està condemnada al mateix temps més i més responsabilitat i la innocència cada vegada menys. Així, per exemple, mentre que l'empatia per les víctimes manifesta el progrés en la consciència moral de la societat, però, també pren la forma d'un concurs entre les víctimes que amenaça d'una escalada de la violència.

## El pensament de René Girard i la violència
El pensament de René Girard té vigència perquè serveix d'instrument d'anàlisi de diversos fenòmens de violència actuals que tenen característiques mimètiques. Girard és radical en afirmar que és un error raonar dins la categoria de "diferència" quan l'arrel de tots els conflictes és més aviat la "similitud", la competició, la rivalitat mimètica entre les persones, països, cultures. Girard, en part de la seva obra es dedica a analitzar i desvetllar la violència en les relacions interpersonals, ja sigui entre parents, amics, parelles, etc. De manera exemplar s'analitzen les relacions mimètiques interpersonals en l'obra Shakespeare. Els focs de l'enveja, obra guardonada a França amb el premi Médicis al millor assaig.
La violència derivada de la mimesi no es queda en les relacions interpersonals, sinó també es pot presentar en la política. En tot cas, sempre es tracta del desig d'imitar l'altre per obtenir la mateixa cosa que ell o ella té, recorrent a la violència si calgués. Un exemple de la mimesi i violència relacionada amb política són els Atemptats de l'11 de setembre de 2001. En aquests atacs es dona una relació model, deixeble, en què entra en joc la competència. A la base d'aquestes accions hostils no es trobaria una diferència radical entre orient i occident. Per Girard, sens dubte, la forma en què van ser perpetrats constitueix un salt a un món "diferent", però el que dona lloc o el que provoca el terrorisme no està en aquesta "diferència" política i cultural amb els nord-americans. Al contrari, en el fons estaria un desig exacerbat per la convergència i la semblança. Girard afirma que els nord-americans han de ser els menys sorpresos pel que va passar, ja que ells constantment viuen en relacions de rivalitat o competència. En definitiva, els terroristes van imitar i van adoptar els valors dels nord-americans, encara que no ho confessin.

## Ingrés a l'Acadèmia Francesa
En el seu discurs d'ingrés Girard va dir que l'Acadèmia Francesa ha estat l'única institució francesa que li ha fet sentir que no havia estat oblidat al seu propi país. Girard va posar el dit a la nafra en desentranyar els mites religiosos sobre els quals es basa la societat ("laica"), i ha mostrat l'escassa talla que aquests mites, muntats sobre el desig, tenen enfront d'una religió basada en l'amor. Cosa a la qual, en darrer terme, també feu referència en el seu discurs de benvinguda el filòsof i acadèmic Michel Serres: "Considerar la religió (només) com un fet de societat o d'història, lluny de ser abonades des d'una perspectiva científica, forma part de la regressió contemporània vers les religions sacrificials de l'antiguitat".
Des de les primeres obres ("Mentida romàntica i veritat novel·lesca", 1961), Girard es preguntava per la raó de ser dels mites, centrant-se al principi en la seva funció literària per preguntar-se després per la seva funció social. Girard accepta la teoria freudiana, encara que sense el reduccionisme sexual, segons la qual el desig és una de les grans motivacions de la conducta humana, però, amb la seva "teoria mimètica", explica que aquest desig és triangular: no desitgem el que ens sembla bo, sinó el que altres volen. Aquest mimetisme de les modes porta a la violència, competència de desitjos, i per posar-hi fi es tria com a boc expiatori a algunes persones o grups.
El mite és, en aquest context, la "mentida necessària" que converteix el mal en bé, sublimant-lo. L'home vol fer el bé, però fa el mal, i tracta d'expiar el seu pecat. L'home no pot aguantar la violència que ell mateix genera, com deia T. S. Eliot, no pot suportar massa realitat, i tracta d'ocultar-ho: el mite transmet un esdeveniment fundacional de la societat, però alhora amaga la seva raó de ser (la violència del sacrifici).
Enfront de la mitologia social humana, apareix la lògica divina de la redempció, on el sacrifici no s'oculta, sinó que es relata amb tot detall (en les Sagrades Escriptures). La lògica és inversa perquè Déu es posa de part dels febles i perquè el punt de partida d'aquest sacrifici no és el desig, que porta els homes a enfrontar-se, sinó l'amor, que porta al sacrifici, a donar-se.
Déu no demana sang, sinó el cor, i amb el sacrifici del seu fill no busca venjança, malgrat les teories justicialistes (atribuïdes a sant Anselm de Canterbury). Com afirma Girard en les seves últimes obres (Le Sacrifice (2003); Les Origines de la culture, (2004)), el de Crist és autèntic sacrifici no per "destruir" el desig amb el dolor, sinó per desmuntar el materialisme que viu del desig, mostrant que l'home no és esclau d'aquell, sinó que és capaç d'estimar.

## Obra
El recorregut intel·lectual de Girard va tenir una llarga maduració, ja que abasta més de quaranta anys d'investigació (tenint en compte que la seva primera obra, Mensonge romantique et verité romanesque va ser publicada el 1961). Gairebé la totalitat de les seves obres van ser publicades originalment en francès, però han estat traduïdes també a l'anglès, i més tardanament, part important es troba també en altres idiomes. Llibres, que segons Michel Treguer, són insòlits i posseeixen títols incongruents que voregen els límits de diverses disciplines, com filosofia, literatura, història, antropologia i estudis bíblics. No obstant això, Girard no pretén abastar una gran massa amorfa de coneixements, sinó més aviat, tracta de rastrejar des de diverses perspectives el que ell anomena la seva intuïció primària, que no és altra cosa que la seva concepció de mimesi (teoria mimètica) i tot el que es desprèn d'ella.
Les obres de Girard s'assemblen a un trencaclosques amb totes les seves peces. Si es llegeix bona part de la seva obra, el lector sospitarà que existeix un tot coherent, però l'únic que té davant dels seus ulls seran peces disperses. Girard era conscient d'aquesta dificultat en la seva obra, per això la comparà a un mapa de carreteres molt ben plegat i replegat de manera que al final queda amb la forma d'un rectangle. Per mirar el mapa es necessita primer situar els plecs correctes i desplegar, però Girard considerava que no tenia l'habilitat per trobar els plecs originals, de manera que el mapa s'esquinça. És així com pot fer la impressió que el seu pensament es tractava d'un collage en el qual cal tenir l'habilitat de mirar tots els fragments però en el seu conjunt. A això, ell mateix afirmava que no havia aconseguit mai exposar la seva intuïció sobre la mimesi en l'ordre més lògic, ni més didàctic.
- Mensonge romantique et vérité romanesque (1961) ISBN 2-01-278977-3
- Dostoïevski : du double à l'unité (1963)
- La Violence et le sacré (1972) ISBN 2-01-278897-1
- Critique dans un souterrain (1976) ISBN 2-253-03298-0
- To Double Business Bound: Essays on Literature, Mimesis, and Anthropology Baltimore: Johns Hopkins University Press. (1978) ISBN 0-8018-3655-7
- Des choses cachées depuis la fondation du monde (1978) ISBN 2-253-03244-1 Recherches avec Jean-Michel Oughourlian et Guy Lefort.
- Le Bouc émissaire (1982) ISBN 2-253-03738-9
- La Route antique des hommes pervers (1985) ISBN 2-253-04591-8
- Violent Origins: Walter Burkert, Rene Girard, and Jonathan Z. Smith on Ritual Killing and Cultural Formation. Ed. Robert Hamerton-Kelly. Palo Alto, California: Stanford University Press. ISBN 0-8047-1518-1
- Shakespeare : les feux de l'envie (1990)
- Quand ces choses commenceront… (1994), entrevista amb Michel Treguer
- Je vois Satan tomber comme l'éclair (1999), versió catalana: Veig Satanàs caure com el llamp (2021), Fragmenta Editorial, ISBN 978-84-17796-45-7
- Celui par qui le scandale arrive (2001) ISBN 2-220-05011-4, tres assajos i una entrevista amb Maria Stella Barberi.
- La Voix méconnue du réel (2002) ISBN 2-253-13069-9
- Le Sacrifice (2003) ISBN 2-7177-2263-7
- Les Origines de la culture (2004) ISBN 2-220-05355-5, entrevista amb Pierpaolo Antonello i Joao Cezar de Castro Rocha
- Oedipus Unbound: Selected Writings on Rivalry and Desire. Ed. Mark R. Anspach. Stanford: Stanford University Press. ISBN 0-8047-4780-6
- Vérité ou foi faible. Dialogue sur christianisme et relativisme (2006) (Verità o fede debole. Dialogo su cristianesimo e relativismo), amb Gianni Vattimo. Editat per P. Antonello, Transeuropa Edizioni, Massa.
- Dieu, une invention ? (2007) ISBN 2-7082-3922-8 amb André Gounelle i Alain Houziaux.
- De la violence à la divinité (2007) ISBN 2-246-72111-3.
- Achever Clausewitz (2007) ISBN 2-35536-002-2. Entrevista amb Benoît Chantre. Carnets nord, 2007
- Anorexie et désir mimétique (2008), Ed. de L'Herne, ISBN 2-85197-863-2.
- Mimesis and Theory: Essays on Literature and Criticism, 1953-2005. Sota la direcció de Robert Doran. Stanford University Press, 2008. ISBN 0-8047-5580-9
- Christianisme et modernité, en collaboration avec Gianni Vattimo, Flammarion, « Champs actuel », 2009. 978-2-0812-2281-6
- La Conversion de l'art. Paris: Carnets nord. (llibre + DVD) ISBN 2-35536-016-2
- Psychopolitique (2010), Prefaci a un llibre de Jean-Michel Oughourlian, Paris, Ed. Francois Xavier de Guibert.ISBN 2-7554-0394-2.
- La Conversion de l'art, éd. Benoît Chantre et Trevor Cribben-Merrill, Flammarion, « Champs essais », 2010. ISBN 978-2-0812-2640-1
- Géométries du désir (2011), prefaci de Mark Anspach, Paris, Ed. de L'Herne.
- Achever Clausewitz. Entretiens avec Benoît Chantre, Flammarion, « Champs essais », 2011. ISBN 978-2-0812-2639-5
- Sanglantes Origines. Entretiens avec Walter Burkert, Renato Rosaldo et Jonathan Z. Smith, Flammarion, 2011. ISBN 978-2-0812-4935-6